# Pomme de cajou
 (mai 2022).
Si vous disposez d'ouvrages ou d'articles de référence ou si vous connaissez des sites web de qualité traitant du thème abordé ici, merci de compléter l'article en donnant les références utiles à sa vérifiabilité et en les liant à la section « Notes et références ».
Pomme cajou

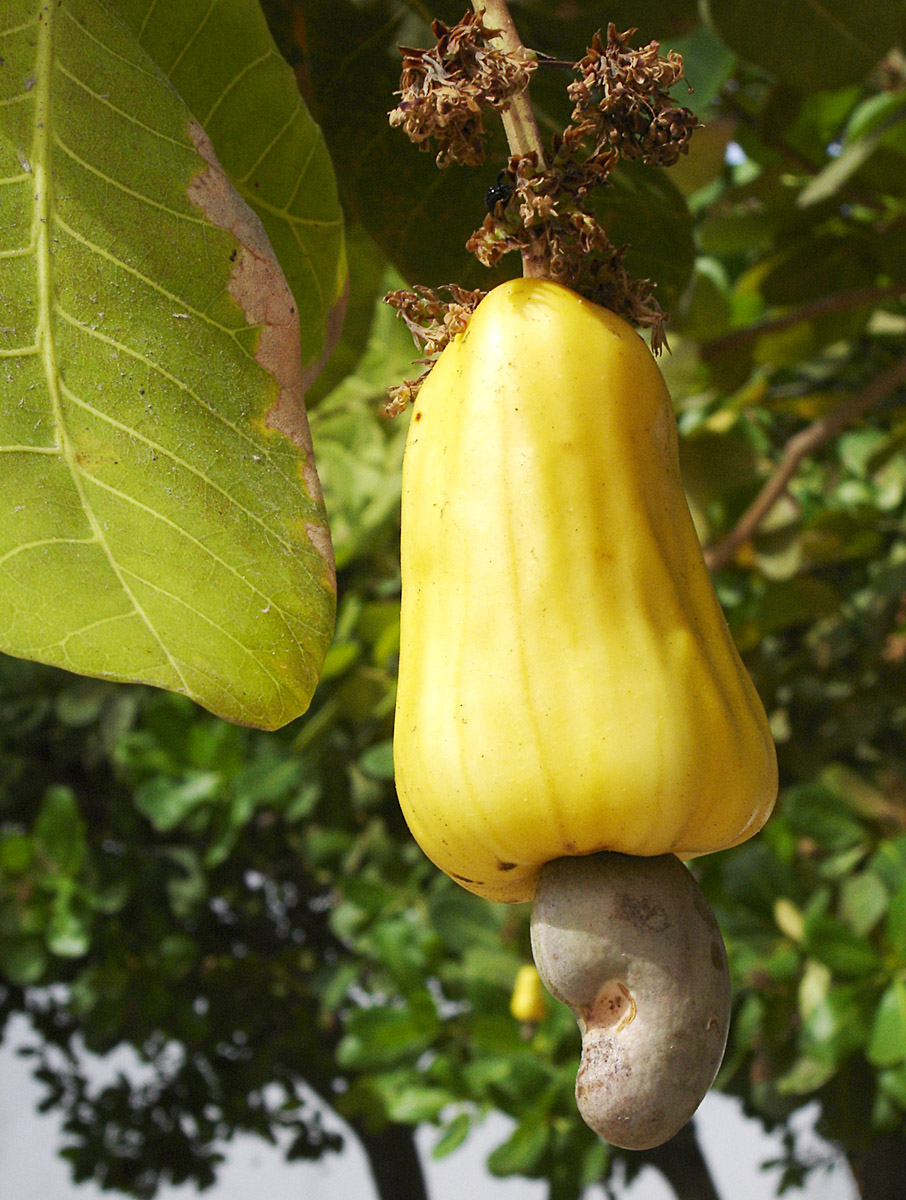
Pomme de cajou sur l'arbre

La pomme de cajou ou pomme cajou est le pédoncule charnu comestible du fruit de l'anacardier (Anacardium occidentale), un arbre originaire du Nordeste brésilien. Il s'agit d'un faux-fruit. En effet la pomme cajou résulte de l'évolution du réceptacle floral et non de celui de l'ovaire comme c'est le cas pour les fruits au sens botanique.

## Description
La pomme cajou est un pédoncule mou en forme de poire, de cinq à dix centimètres de long, qui passe de la couleur verte au jaune et/ou rouge suivant la variété quand il est mûr et porte à son extrémité le fruit, la noix de cajou qui renferme une amande, comestible elle aussi. La saison de la pomme et de la noix se situe en fin d'année au Brésil, au deuxième semestre en Inde et de février à octobre en Afrique de l'Ouest.
La pomme est charnue avec une chair filandreuse juteuse et acide qui contient beaucoup de vitamine C. Son jus a la réputation de laisser des taches indélébiles sur les vêtements.

## Utilisations

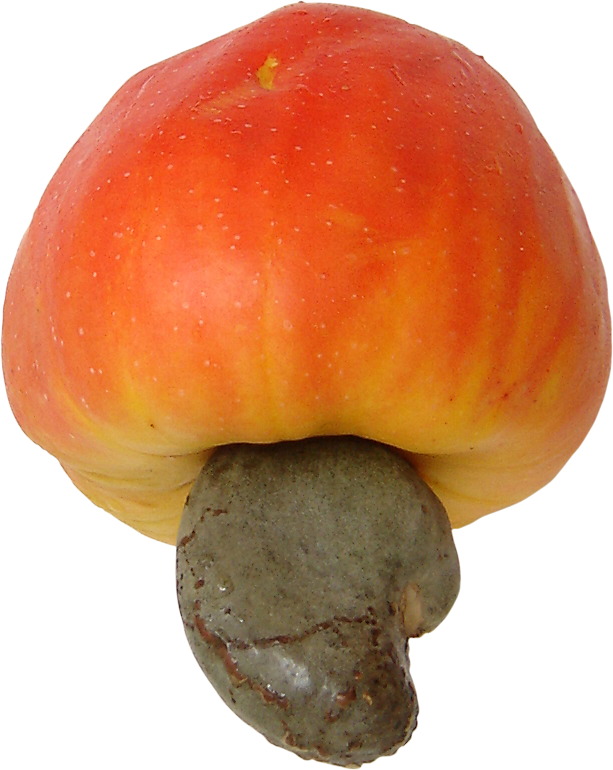
Pomme de cajou du Brésil avec sa noix

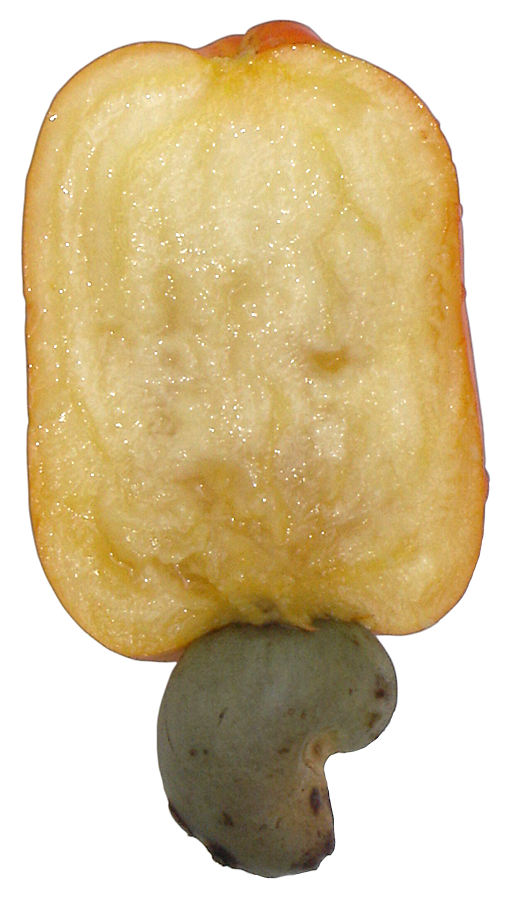
Coupe d'une pomme de cajou

Facilement périssable, la pomme de cajou n'est pas souvent consommée telle quelle et trouve ses principales utilisations dans :
- jus de fruit de couleur jaune clair et trouble, obtenu par pression ou broyage de la pomme dans un mixeur puis filtré au travers d'un tamis pour en retenir la chair filandreuse. Au Brésil, dans l'État du Piaui, un autre type de jus de fruit intégral de couleur ambrée, sans addition de sucre et clarifié par filtration est commercialisé sous le nom de cajuína ;
- pulpe, comme de nombreux autres fruits, la pulpe de la pomme est commercialisée au Brésil sous forme surgelée en sachets de 100 grammes en moyenne destinée à la préparation de pâtisseries ou, après addition d'eau et passage dans un mixeur, de jus de fruit.
- confiture ;
- cocktail, utilisée au Brésil dans la préparation de la caipirinha en remplacement du citron vert, prenant de ce fait le nom de caipifruta qui désigne une caipirinha élaborée avec un fruit autre que le citron vert ;
- liqueur, utilisée en Inde dans la préparation du fenny, une boisson alcoolisée originaire de Goa, ainsi qu'en Afrique de l'Ouest où l'on fait un vin appelé « cadjou ».
- Anti moustique (répulsif) , utilisée en Afrique contre les moustiques sous forme de pomme coupée dans la pièce ou dans la mare (contre larves de moustique), aussi en monodiète contre les maladies les plus graves telle la lèpre[1].
- selon une étude (sur le modèle animal), parue en 2021, l'extrait aqueux de la pomme de Cajou aurait une activités analgésique, antiinflammatoire et antipyrétique[2].